# Xã Tuscarora, Quận Bradford, Pennsylvania
Xã Tuscarora (tiếng Anh: Tuscarora Township) là một xã thuộc quận Bradford, tiểu bang Pennsylvania, Hoa Kỳ. Năm 2010, dân số của xã này là 1.131 người.